# Communes de la province de Livourne
- Haut – A
- B
- C
- D
- E
- F
- G
- H
- I
- J
- K
- L
- M
- N
- O
- P
- Q
- R
- S
- T
- U
- V
- W
- X
- Y
- Z

## B
- Bibbona

## C
- Campiglia Marittima
- Campo nell'Elba
- Capoliveri
- Capraia Isola
- Castagneto Carducci
- Cecina
- Collesalvetti

## L
- Livourne

## M
- Marciana
- Marciana Marina

## P
- Piombino
- Porto Azzurro
- Portoferraio

## R
- Rio
- Rosignano Marittimo

## S
- San Vincenzo
- Sassetta
- Suvereto